# Тронтано
Тронтано (итал. Trontano) је насеље у Италији у округу Вербано-Кузио-Осола, региону Пијемонт.
Према процени из 2011. у насељу је живело 465 становника. Насеље се налази на надморској висини од 519 м.

## Становништво
Према резултатима пописа становништва 2011. у општини је живело 1.702 становника.
| 1931. | 1936. | 1951. | 1961. | 1971. | 1981. | 1991. | 2001. | 2011. |
| ----- | ----- | ----- | ----- | ----- | ----- | ----- | ----- | ----- |
| 1.492 | 1.621 | 1.575 | 1.541 | 1.591 | 1.711 | 1.654 | 1.710 | 1.702 |